# 布羅伊斯克斯米倫巴赫河
51°35′36″N 7°12′20″E / 51.59333°N 7.20556°E

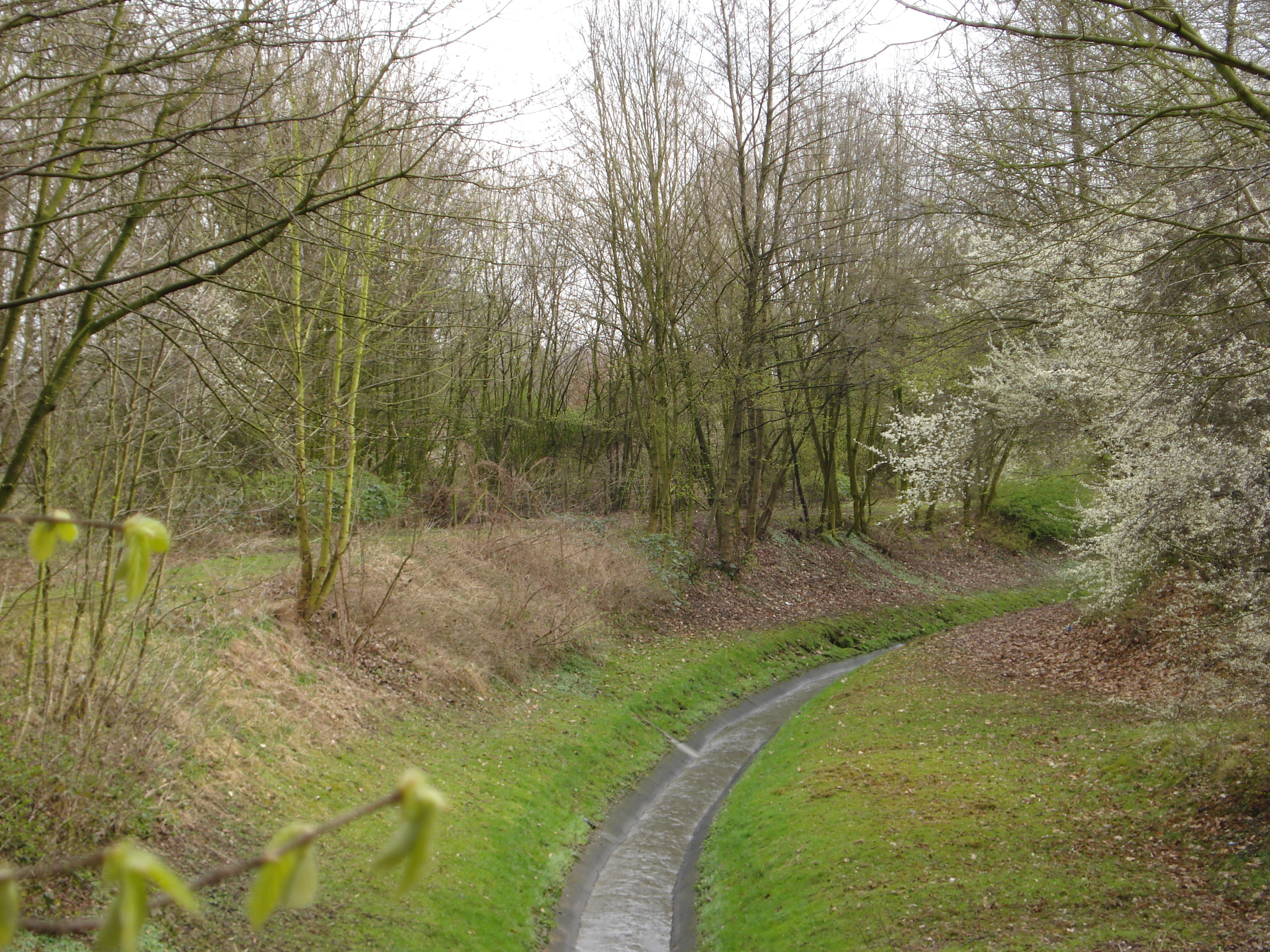

布羅伊斯克斯米倫巴赫河（德語：Breuskes Mühlenbach），是德國的河流，位於該國西部，流經北萊茵-威斯特法倫州，屬於黑爾巴赫河的右支流，河道全長4.3公里。